# Vicki Cunningham
Vicki Gillian Cunningham (Christchurch, 30 gennaio 1961) è un'ex cestista neozelandese.

## Carriera
Con la Nuova Zelanda ha disputato i Campionati mondiali del 1994.